# NGC 1178
NGC 1178 是英仙座的一粒恆星。與NGC 1176一樣，NGC 1178由法國天文學家紀堯姆·比古爾丹於1884年12月17日發現，後收錄於原版天體新總表（NGC）。NGC編者約翰·德雷耳將其形容為「暗淡星雲狀物（？）之中的13等星」，問號可能解作不確定。